# 全啟相
全啟相（韓語：전기상，1959年—2018年1月13日），韓國電視劇導演。2018年1月13日 凌晨于汝矣岛遭计程车撞到，送院不治。

## 作品列表

### 電視劇
- 1996年：KBS《爸爸》
- 2000年：KBS《RNA》
- 2003年：KBS《保鑣》
- 2005年：KBS《豪傑春香》
- 2005年：SBS《我的女孩》
- 2007年：SBS《魔女由熙》
- 2009年：KBS《花樣男子》
- 2012年：SBS《致美麗的你》

## 外部連結
- NAVER （页面存档备份，存于）